# Брадаманте д’Есте
Брадаманте д’Есте (на италиански: Bradamante d'Este; * ок. 1548, † 16 март 1632, Ферара) е италианска аристократка, чрез брак графиня на Макасторна.

## Произход
Тя е извънбрачна дъщеря на Франческо д’Есте (* 1516, † 1578), княз на Масаломбарда, и на негова неизвестна метреса. По баща е внучка на Алфонсо I д’Есте, херцог на Ферара, Модена и Реджо, и на Лукреция Борджия, дъщерята на папа Александър VI. Има една сестра: 
- Марфиза д’Есте (* ок. 1554, Ферара, Херцогство Ферара; † 16 октомври 1608, пак там), княгиня на Ферентило, както и маркиза на Монтекио като съпруга на братовчед си Алфонсино д'Есте и княгиня на Маса и маркграфиня Карара като съпруга на Алдерано Чибо-Маласпина.

И двете са узаконени впоследствие и са кръстени на героини от „Бесния Орландо“ на Лудовико Ариосто.

## Биография
През 1575 г. Брадаманте се омъжва за Ерколе Бевилакуа, граф на Макасторна, таен камерхер и държавен и военен съветник на херцога на Ферара Алфонсо II д’Есте. Като зестра му носи имението „Деле Ариосте“ в Баньоло ди По, което носи името си от рода Ариости, който го е построил. 
През 1590 г. съпрузите се разделят временно, защото на Ерколе е наредено да напусне Ферара поради гнева на Ерколе Троти, в чиято съпруга Анна Гуарини, придворна певица,  се е влюбил Ерколе. Ерколе се установява в Сасуоло и се завръща в града през 1598 г., едва след смъртта на херцог Алфонсо, с предаването на Ферара на Папската държава, също благодарение и на благоволението на своя роднина кардинал Бонифацио Бевилакуа Алдобрандини. Брадаманте обаче никога не последва съпруга си, който освен всичко друго е обвинен (очевидно несправедливо), че се е опитал да я отрови .
Тя умира през 1632 г. на 74 г. и получава тържествено погребение в Църквата на Исус във Ферара.
Тя желае да даде имението „Деле Ариосте“ на своята внучка Анна Мария, дъщеря на покойния й син Ернесто, маркиз на Бизмантова, обаче младата жена умира преждевременно от чума през февруари 1630 г. Тогава имението е наследено от нейната майка графиня Феличе Сасатели, която междувременно се е омъжила за трети път за Торкуато II Конти, граф на Поли и Гуаданьоло. Феличе го завещава на манастира, създаден от Йезуитския орден във Ферара, но това завещание е оспорено от Конти, който успява да получи собствеността върху имота.

## Потомство
Брадаманте и Ерколе имат седем сина и пет дъщери:
- Ернесто Бевилакуа (* 24 август 1578, † 4 декември 1624), военен в служба на семейство Есте, 1-ви маркиз на Бизмантова и граф на Макасторна; ∞ 1601 за Феличе Сасатели, от която има 1 дъщеря;
- Карло Бевилакуа (* 11 октомври 1579, † 1640), капуцински монах;
- Елеонора Бевилакуа (* 29 октомври 1580, † в ранна възраст);
- Франческо Бевилакуа (* 5 февруари 1585, † 12 септември 1629), военен в служба на семейство Есте, 2-ри маркиз на Бизмантова и граф на Макасторна, ∞ за Деянира Ерколани, от която има деца;
- Лукреция Бевилакуа (* 10 октомври 1587, † август 1608), ∞ за граф Фабио Скоти Дъглас ди Виголено;
- Алесандро Бевилакуа (* 9 октомври 1588, † 1606), граф на Макасторна;
- Камило Бевилакуа (* 19 януари 1590, † 1593), граф на Макасторна;
- Сиджизмондо Бевилакуа (* 10 декември 1591, † 1607), рицар на Малтийския орден;
- Елеонора Бевилакуа (* 1593), монахиня;
- Камила Бевилакуа (* 12 октомври 1595);
- Камило Бевилакуа (* 21 февруари 1597, † 1645), граф на Макасторна и войник на служба в семейство Есте, ∞ за Изабела Молца от графовете на Фелино;
- Маргарета Бевилакуа, монахиня.